# Gymnasium Friedberg
Das Gymnasium Friedberg in Gossau SG ist eine halb-öffentliche, halb-private Schule mit christlichen Wurzeln. Der Friedberg umfasst ein Untergymnasium sowie ein Gymnasium. Abgeschlossen wird mit der eidgenössisch anerkannten Matura.

## Pädagogisches Konzept
Das Gymnasium Friedberg setzt auf Wertebildung und individuelle, flexible Stundenplangestaltung. Die Schülerinnen und Schüler des Gymnasiums arbeiten in verschiedenen Lernformaten, zum Beispiel im Klassenverband oder im Selbstorganisierten Lernen, und zwar teils zeit- und ortsunabhängig. Die Lernzeit entspricht dabei dem Rahmenlehrplan für Maturitätsschulen, kann aber individuell eingeteilt werden. Unterstützt werden die Schülerinnen und Schülern von Fachlehrpersonen und Klassencoaches.
Seit 2025 führt das Gymnasium Friedberg ausserdem eine Talentschule Sport. Nachwuchssportlerinnen und -sportler mit entsprechenden Voraussetzungen können Leistungssport und gymnasiale Ausbildung in vier Jahren dank enger Betreuung und Flexibilität im Stundenplan bestens vereinbaren.

## Schulleben
Das Gymnasium Friedberg zeichnet sich durch ein reiches und gemeinschaftsförderndes Schulleben aus. Anlässe wie 'Chlausabend' oder 'Fasnachtsfez' werden jeweils von einer Jahrgangsstufe für die Schule organisiert und durchgeführt. Unterschiedliche Fahrten wie ein schulübergreifendes Skilager fördern zudem den Zusammenhalt. Während des Schuljahres prägen projektorientierte Anlässe das Lernen mit. Es gibt außerdem ein breites Freifachangebot (z. B. Theater, Band, Chor, Cambridge-Zertifikat-Vorbereitung).

## Werthaltung
Das Gymnasium Friedberg beruht auf christlichen Wurzeln und entstand in Tradition der pallottinischen Gemeinschaft. Es versteht sich als weltoffene Schule und steht allen Religionen und Konfessionen offen. Christliche Werte wie Zusammenhalt, Respekt und Fairness als Grundhaltung entsprechend dem St. Galler Mittelschulgesetz prägen das Schulleben.

## Geschichte
Gegründet wurde die Schule 1926 von deutschen Pallottinern als deren Nachwuchsschule. Zu Beginn besuchten also am Priesterberuf interessierte Jungen das Gymnasium mit Internat. Eine Öffnung für Externe erfolgte 1944. Die 1950er- und 1960er-Jahre waren geprägt vom Wachstum der Schule und dem Anerkennungsprozess der Maturität, zunächst auf kantonaler, dann auf eidgenössischer Ebene. Mädchen durften den Friedberg ab 1976 besuchen. In den folgenden Jahrzehnten entwickelte sich der Friedberg stetig weiter und erhielt eine neue Rechtsform. Seit 1999 wird das Gymnasium von einer Stiftung geführt und wuchs stetig weiter. Den Höchststand an Schülerinnen und Schülern verzeichnete der Friedberg 2013: 229 Jugendliche besuchten die Schule. Das Internat wurde im Jahr 2004 aufgelöst. Seit 2008 fanden umfassende Baumaßnahmen statt: Es wurde eine neue Mensa gebaut und die Unterrichtsräume barrierefrei zugänglich gemacht und modernisiert. Heute versteht sich der Friedberg als talentbildendes Gymnasium mit Tagesstruktur.
Das Gymnasium Friedberg ist Mitglied des Verbandes Schweizerischer Privatschulen (VSP) und des Verbands Katholische Schulen Schweiz (KSS).
Träger der Schule ist die Pallottinerstiftung Gymnasium Friedberg. Die Stadt Gossau ist Mitglied der Stiftung.

## Bekannte Schüler
- Josef Flammer (* 1948), Schweizer Augenarzt und Erforscher des Glaukoms
- Ivo Fürer (1930–2022), späterer Bischof von St. Gallen, war 1944 erster externer Schüler des Gymnasiums Friedberg
- Markus Bischoff (* 1956), Rechtsanwalt und Politiker, Zürcher Kantonsrat.
- Amanda Ammann (* 1987), Miss Schweiz 2007